# Villalcón
Villalcón – gmina w Hiszpanii, w prowincji Palencia, w Kastylii i León, o powierzchni 26,32 km². W 2011 roku gmina liczyła 67 mieszkańców.